# Juuso Pykälistö
Juuso Pykälistö (Padasjoki, Päijänne Tavastia, Finlandia, 21 de mayo de 1975) es un piloto de rallies finlandés. Ha participado en el Campeonato Mundial de Rally desde 1996 hasta 2005, siendo su mejor resultado un octavo puesto en el Rally de Cerdeña de 2005. Pykälistö ganó el Rally del Ártico (en) en 2002 y en 2005.

## Resultados

### WRC
| Año  | Equipo  | Vehículo                     | 1       | 2       | 3       | 4       | 5       | 6       | Posición | Puntos |
| ---- | ------- | ---------------------------- | ------- | ------- | ------- | ------- | ------- | ------- | -------- | ------ |
| 1996 | Privado | Opel Astra                   | FIN Ret |         |         |         |         |         | -        | 0      |
| 1997 | Privado | Mitsubishi Lancer Evo IV     | FIN Ret |         |         |         |         |         | -        | 0      |
| 1998 | Privado | Mitsubishi Carisma GT Evo IV | SWE Ret | FIN Ret | GBR Ret |         |         |         | -        | 0      |
| 1999 | Privado | Mitsubishi Carisma GT Evo IV | SWE Ret | FIN Ret |         |         |         |         | -        | 0      |
| 2000 | Privado | Mitsubishi Carisma GT Evo VI | SWE 18  | FIN 17  |         |         |         |         | -        | 0      |
| 2001 | Privado | Toyota Corolla WRC           | FIN Ret |         |         |         |         |         | -        | 0      |
| 2002 | Privado | Toyota Corolla WRC           | SWE 11  | CHI Ret |         |         |         |         | -        | 0      |
| 2002 | Privado | Peugeot 206 WRC              |         |         | FIN Ret |         |         | FIN Ret | -        | 0      |
| 2002 | Privado | Mitsubishi Lancer Evo VI     |         |         |         | NZL 26  | AUS Ret |         | -        | 0      |
| 2003 | Privado | Peugeot 206 WRC              | SWE Ret | TUR 11  | GRE Ret | CHI Ret | FIN 9   | GBR 9   | -        | 0      |
| 2004 | Privado | Citroën Xsara WRC            | FIN Ret | CER Ret |         |         |         |         | -        | 0      |
| 2005 | Privado | Citroën Xsara WRC            | CER 8   |         |         |         |         |         | -        | 0      |

- Referencias[1]